# Río Wouri
El río Wouri, también escrito Vouri o Vuri (en portugués: Rio dos Camarões) es un corto río de Camerún, conocido porque el nombre con el que fue bautizado por los navegantes portugueses en el siglo XV (rio dos Camarões, en español, «río de los Camarones») fue el origen del actual nombre del país.

## Geografía

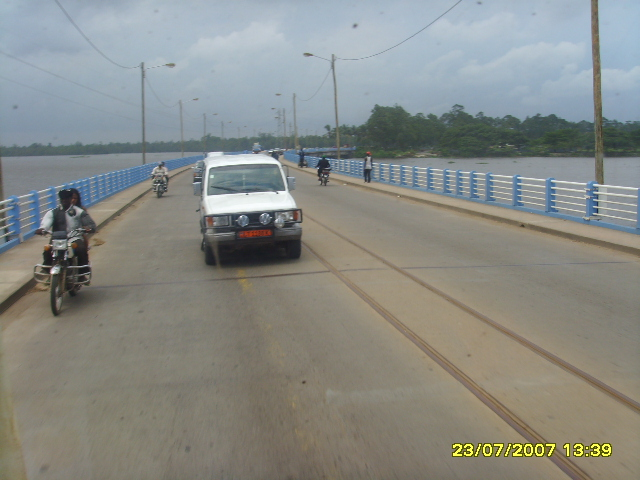
Puente sobre el río

El río Wouri se forma por la confluencia de los ríos Ykam y Makombe, 32 km al noreste de la ciudad de Yabassi. El Wouri discurre entonces unos 160 km en dirección general suroeste hasta su estuario en el golfo de Biafra, parte del gran golfo de Guinea, en Douala, el principal puerto y ciudad industrial en la parte suroeste de Camerún. El río es navegable un tramo de unos 64 km aguas arriba de Douala.
En 1952–54, durante el período colonial, los franceses construyeron un puente sobre el río, que conecta el puerto de Douala con la ciudad de Bonabéri, al otro lado del río. El puente tiene una gran importancia económica para el oeste de Camerún, permitiendo el tráfico de vehículos, camiones y trenes. Desde 2004, el puente ha sido objeto de una importante rehabilitación.

## Historia
El navegante y explorador portugués Fernão do Pó se cree que fue el primer europeo en explorar el estuario del Wouri, alrededor del año 1472. Los exploradores constataron la abundancia de cangrejos y camarones en el río y lo llamaron, en portugués, rio dos Camarões [río de los Camarones], un nombre que se extendió a toda la región y se convirtió en el nombre del futuro país, Camerún.